# Barenton-Cel
Barenton-Cel település Franciaországban, Aisne megyében. Lakosainak száma 108 fő (2022. január 1.). Barenton-Cel Aulnois-sous-Laon, Barenton-Bugny, Barenton-sur-Serre, Chalandry, Chéry-lès-Pouilly és Verneuil-sur-Serre községekkel határos.

## Népesség
A település népességének változása:
| Lakosok száma | 108  | 147  | 141  | 148  | 130  | 121  | 114  | 108  | 108  | 108  |
|               | 1968 | 1982 | 1990 | 2006 | 2013 | 2015 | 2017 | 2019 | 2020 | 2022 |